# 山根成之
山根 成之（やまね しげゆき、1936年6月14日 - 1991年12月27日）は、日本の映画監督、脚本家。1970年代に松竹の映画で活動した。

## 来歴・人物
東京府東京市向島区寺島町（現・東京都墨田区東向島）で帽子屋の息子として生まれた。小学生の頃から浅草の映画館に通うほどの大の映画好きで、都立両国高校3年の時には年間800本を記録した。その一方で演劇部で活躍し、舞台俳優を目指し劇団俳優座への入団を志したが、方向転換して日本大学芸術学部映画学科に入学し、1960年に卒業後、松竹に入社。高橋治、小林正樹、中村登、篠田正浩、野村芳太郎らの作品の助監督につく。作風では、他社（日活）であるが鈴木清順の作品の影響を受けたという。
1968年、『復讐の歌が聞える』（貞永方久と共同）で監督に昇格。1973年、『同棲時代』シリーズで単独でメガホンを執る。
以来、コメディや青春もの、芸能事務所と共同製作したアイドルものを多数監督した。
1976年、『さらば夏の光よ』と『パーマネント・ブルー 真夏の恋』で第19回ブルーリボン賞監督賞を受賞。長らく小品の名手として評価されてきたが、1979年から『黄金の犬』『五番町夕霧楼』と一本立大作に進出。見掛け倒しの大作邦画に対する批判が高まっていた時期でもあり、パンフレットなどで「ブルータスの轍は踏まない」と意欲を語っていたが、その後は映画作品は急減する。
1980年代からはテレビドラマの演出も手がける。1991年12月27日、55歳で死去した。

## 監督

### 映画
- 復讐の歌が聞える（1968年）
- 同棲時代－今日子と次郎－（1973年）
- 新・同棲時代－愛のくらし－（1973年） ※脚本も担当
- しあわせの一番星（1974年）
- 愛と誠（1974年） ※脚本も担当
- あした輝く（1974年） ※脚本も担当
- 続・愛と誠（1975年） ※脚本も担当
- おれの行く道（1975年） ※脚本も担当
- 港のヨーコ・ヨコハマ・ヨコスカ（1975年） ※脚本も担当
- さらば夏の光よ（1976年）
- 忍術 猿飛佐助（1976年） ※脚本も担当
- パーマネント・ブルー 真夏の恋（1976年）
- おとうと（1976年）
- 突然、嵐のように（1977年） ※脚本も担当
- 愛情の設計（1977年）
- ワニと鸚鵡とオットセイ（1977年）
- ダブル・クラッチ（1978年）
- 九月の空（1978年）
- 黄金の犬（1979年）
- 五番町夕霧楼（1980年）
- ヘッドフォン・ララバイ（1983年）
- 地球物語 テレパス2500（1984年）

### テレビ
- 京都殺人案内2「呪われた婚約」（1980年、朝日放送）
- ザ・ハングマン（1981年、朝日放送）
- 加山雄三のブラックジャック（1981年、テレビ朝日）
- 松本清張の脊梁（1982年、日本テレビ）
- 必殺シリーズ（朝日放送）
  - 必殺渡し人（1983年）
  - 必殺仕事人V・風雲竜虎編（1987年）
  - 必殺剣劇人（1987年）
  - 必殺ワイド・新春『久しぶり！主水、夢の初仕事　悪人チェック！』（1988年）
- 女捜査官シリーズ（朝日放送）
  - 人妻捜査官（1984年）
  - 女ふたり捜査官（1986年-1987年）
- 松本清張スペシャル・わるいやつら（1985年、日本テレビ）
- 赤かぶ検事奮戦記シリーズ（朝日放送）
  - 赤かぶ検事奮戦記IV（1985年）
  - 赤かぶ検事奮戦記 笑う楊貴妃観音殺人事件（1990年）
  - 赤かぶ検事奮戦記 南紀勝浦温泉殺人迷路（1991年）
- 花婿は殺人者（1988年、日本テレビ）
- 松本清張スペシャル・家紋（1990年、日本テレビ）
- 参上! 天空剣士（1990年、テレビ東京）

## 脚本
- さよなら列車（1966年）
- コント55号と水前寺清子の大勝負（1970年）
- コント55号とミーコの絶体絶命（1971年）
- スプーン一杯の幸せ（1975年）
- 愛と誠 完結篇（1976年）